# Doctors Don't Tell
Doctors Don't Tell is een Amerikaanse misdaadfilm uit 1941 onder regie van Jacques Tourneur.

## Verhaal
Dokter Ralph Sawyer en dokter Frank Blake hebben een gezamenlijke praktijk. Wanneer de beide artsen verliefd worden op de revuezangeres Diane Wayne ontstaat er heibel. Dokter Blake doet zaken met de boef Joe Grant om snel geld te verdienen en te kunnen trouwen met Diane. Intussen doet dokter Sawyer mee aan een medisch onderzoek in opdracht van de officier van justitie. Tijdens het proces verliest dokter Blake zijn medische licentie wegens betrokkenheid bij een misdaadbende. Ook zijn relatie met Diane hangt aan een zijden draadje.

## Rolverdeling
| Acteur            | Personage        |
| ----------------- | ---------------- |
| John Beal         | Dr. Ralph Sawyer |
| Florence Rice     | Diana Wayne      |
| Edward Norris     | Dr. Frank Blake  |
| Ward Bond         | Barney Millen    |
| Douglas Fowley    | Joe Grant        |
| Grady Sutton      | Dr. Piper        |
| Bill Shirley      | Tom Wayne        |
| Joseph Crehan     | Rechter Hoskins  |
| Paul Porcasi      | Montez           |
| Russell Hicks     | Commissaris Duff |
| Howard C. Hickman | Dr. Watkins      |